# فارامبو (أين)
فارامبو (بالفرنسية: Varambon)‏ هي بلدية فرنسية تقع في إقليم الأين في فرنسا. رمز إنسي لها هو:1430. أما الرمز البريدي لها فهو: 1160.